# Джон Еймос
Джон Аллен Еймос-молодший  (англ. John Allen Amos Jr.; 27 грудня 1939 — 21 серпня 2024) — американський актор кіно та телебачення. Найбільш відомий за роллю Джеймса Еванса в телесеріалі CBS «Добрі часи» (англ. Good Times), у якому він виступав з 1974 по 1976 рік.
Серед інших помітних робіт Еймоса варто виділити участь у «Шоу Мері Тайлер Мур», міні-серіал «Коріння» (номінація на премію «Еммі») і роль адмірала Персі Фіцвальса в телесеріалі «Західне крило».
Джон також зіграв роль Клео Макдауелла, власника мережі бістро, в популярній комедії кінця 1980-х "Поїздка до Америки", батька подружки героя Едді Мерфі у ситкомі «Принц із Беверлі-Гіллз» та майора Гранта у фільмі «Міцний горішок-2». Він був і затребуваним актором Бродвею, нерідко з'являючись на театральній сцені. У 2009 році Еймос випустив музичний альбом .
Номінант на NAACP Image Award і триразовий лауреат телевізійної премії TV Land Awards (2004, 2006, 2007).

## Фільмографія
| Рік       |   | Українська назва               | Оригінальна назва           | Роль                        |
| --------- | - | ------------------------------ | --------------------------- | --------------------------- |
| 1970—1977 | с | Шоу Мері Тайлер Мур            | The Mary Tyler Moore Show   | Горді Ховард                |
| 1971      | ф | Точка зникнення                | Vanishing Point             | звукорежисер                |
| 1977      | с | Коріння                        | Roots                       | дорослий Кунта Кінте / Тобі |
| 1982      | ф | Повелитель звірів              | The Beastmaster             | Сет                         |
| 1983      | с | Човна кохання                  | The Love Boat               | Дюк Тейлор                  |
| 1984      | с | Команда А                      | The A-Team                  | преподобний Тейлор          |
| 1984—1985 | с | Мисливець                      | Hunter                      | капітан Долан               |
| 1986      | с | Одне життя, щоб жити           | One Life to Live            | Білл Мур                    |
| 1987      | с | Вона написала вбивство         | Murder, She Wrote           | Док Пенроуз                 |
| 1988      | с | Красуня та чудовисько          | Beauty And The Beast        | Фаррелл                     |
| 1988      | ф | Поїздка до Америки             | Coming to America           | Клео Макдауелл              |
| 1988      | с | Шоу Косбі                      | The Cosby Show              | доктор Херберт              |
| 1989      | ф | Тюряга                         | Lock Up                     | Мейсснер                    |
| 1990      | ф | Два злісних погляди            | Due Occhi Diabolici         | детектив Легранд            |
| 1990      | ф | Міцний горішок 2               | Die Hard 2                  | майор Грант                 |
| 1991      | ф | Рікошет                        | Ricochet                    | батько Стайлс               |
| 1992      | ф | Мак                            | Mac                         | Нет                         |
| 1994—1995 | с | Принц із Беверлі-Гіллз         | The Fresh Prince of Bel-Air | Фред Вілкс                  |
| 1995      | с | Дотик ангела                   | Touched by an Angel         | шериф Джеймс Макей          |
| 1995      | ф | Голографічна людина            | Hologram Man                | Уес Стрикленд               |
| 1997      | с | Вокер, техаський рейнджер      | Walker, Texas Ranger        | пастор Роско Джонс          |
| 1998      | ф | Стриптиз-клуб                  | The Players Club            | офіцер Фрімен               |
| 1999—2004 | с | Західне крило                  | The West Wing               | Персі Фітцуоллас            |
| 2000      | с | За межею можливого             | The Outer Limits            | Пітер «Яс» Ястржемський     |
| 2004      | ф | Особистий номер                | Особистий номер             | адмірал Мелорі              |
| 2005      | ф | Бій з тінню                    | Бій з тінню                 | Елайджа Хілл                |
| 2006—2008 | с | Люди у деревах                 | Men in Trees                | Базз Вашингтон              |
| 2007      | с | Ясновидець                     | Psych                       | дядько Бертон Гастер        |
| 2008      | с | Мене звати Ерл                 | My Name Is Earl             | Джо                         |
| 2010      | с | Два з половиною чоловіки       | Two and a Half Men          | Ед                          |
| 2010      | с | Дорогий доктор                 | Royal Pains                 | Харрісон Філліпс            |
| 2010      | с | Студія 30                      | 30 Rock                     | у ролі самого себе          |
| 2010      | с | Теорія брехні                  | Lie To Me                   | Джим Уівер                  |
| 2012      | ф | Програма захисту свідків Медеї | Madea's Witness Protection  | пастор Нельсон              |
| 2016—2017 | с | Ранчо                          | The Ranch                   | Ед                          |
| 2019      | ф | Неграновані коштовності        | Uncut Gems                  | сусід                       |
| 2019      | с | Гравці                         | Ballers                     | Дікон Еллер                 |
| 2021      | ф | Поїздка до Америки 2           | Coming 2 America            | Клео Макдауелл              |